# Генотипна мінливість
Генотипна мінливість (спадкова мінливість) зумовлена виникненням різних типів мутацій і їх комбінацій, які передаються у спадок і згодом проявляються у потомстві.
Чарльз Дарвін назвав такий тип мінливості невизначеною, оскільки спочатку неможливо визначити, які проявляться зміни, крім того, вони завжди індивідуальні.
У кожній досить тривало існуючій сукупності особин спонтанно і не напрямлено виникають різні мутації, які надалі комбінуються більш менш випадково з різними вже наявними в сукупності спадковими властивостями.
Мінливість, зумовлену виникненням мутацій, називають мутаційною, а зумовлену подальшою рекомбінацією генів в результаті схрещування — комбінативною.

## Комбінативна мінливість
Комбінативна мінливість — мінливість, яка виникає внаслідок рекомбінації генів під час злиття гамет. Головні причини:
- незалежна розбіжність хромосом під час мейозу;
- випадкова зустріч статевих гамет, а внаслідок цього і поєднання хромосом під час запліднення;
- рекомбінація генів внаслідок кросинговеру.

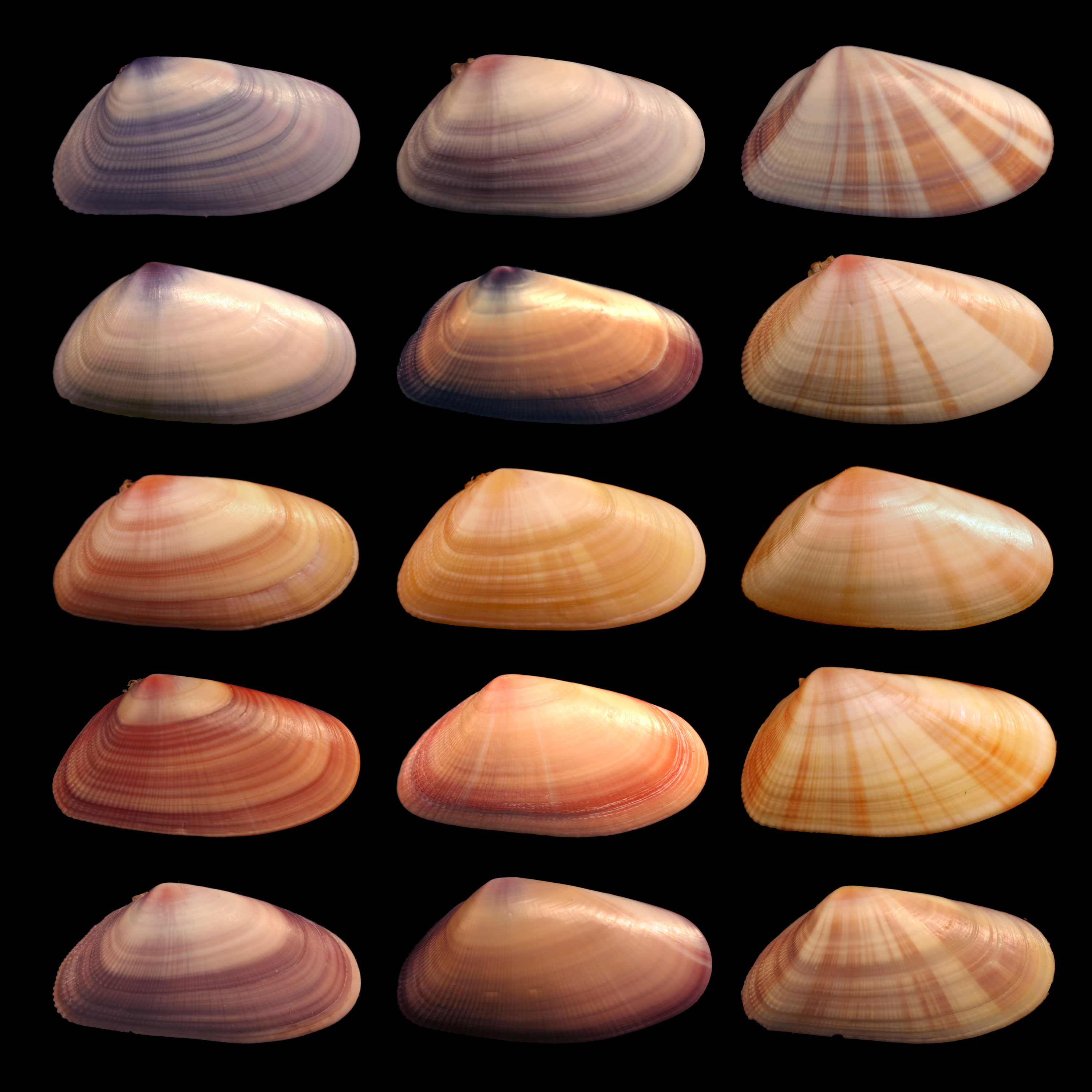
Діапазон мінливості молюсків Donax variabilis.

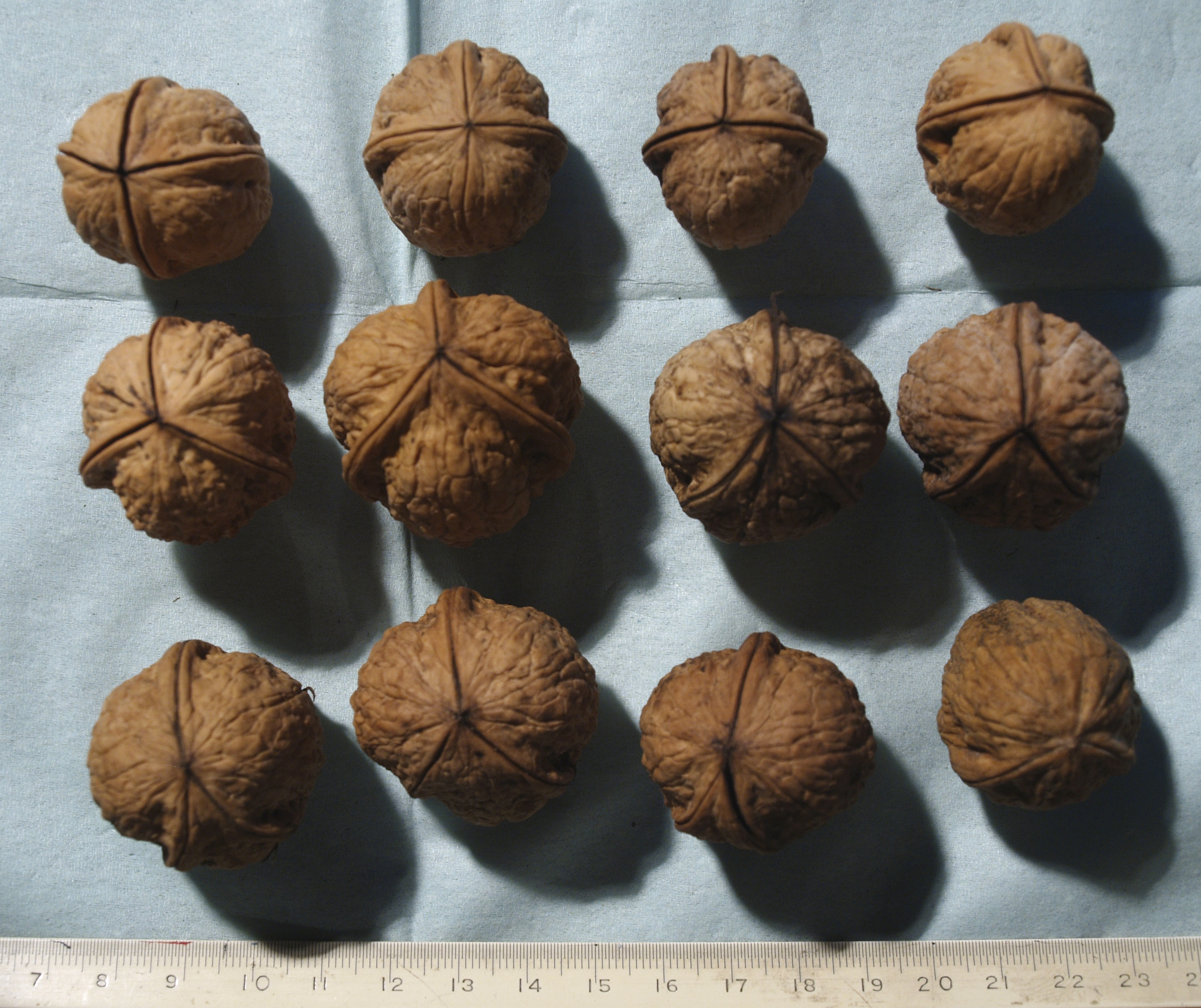
Мінливість волоських горіхів.

## Мутаційна мінливість
Мутаційна мінливість — мінливість, викликана дією на організм мутагенів, внаслідок чого виникають мутації (реорганізація репродуктивних структур клітини). Мутагени бувають фізичні, хімічні і біологічні.

## Мутаційна теорія
Основні положення мутаційної теорії в 1901—1903 роках розробив Гуго де Фріз і написав про неї у своїй роботі The Mutation Theory. Ця робота відкидала розуміння спадкоємства, що існувало у той час, як основного механізму мінливості в теорії Дарвіна. Натомість він ввів термін «мутація», що означав несподівану появу нових ознак у фенотипі, не визначену спадковістю. Основні положення теорії:
1. Мутації виникають несподівано, стрибкоподібно, як дискретні зміни ознак.
2. На відміну від неспадкових змін мутації є якісними змінами, які передаються з покоління в покоління.
3. Мутації проявляються по-різному і можуть бути як корисними, так і шкідливими, як домінантними, так і рецесивними.
4. Імовірність виявлення мутацій залежить від числа досліджених особин.
5. Схожі мутації можуть виникати повторно.
6. Мутації неспрямовані (спонтанні), тобто мутувати може будь-яка ділянка хромосоми, викликаючи зміни як незначних, так і життєво важливих ознак.

Майже будь-яка зміна в структурі або кількості хромосом, при якій клітина зберігає здатність до самовідтворення, обумовлює спадкову зміна ознак організму. За характером зміни генома, тобто сукупності генів, поміщених в гаплоїдний набір хромосом, розрізняють генні, хромосомні і геномні мутації.

## Роль в еволюції
Через спадкову мінливість проявляється уся різноманітність індивідуальних відмінностей, які включають:
- Як різкі якісні відмінності, не пов'язані одна з одною перехідними формами, так і чисто кількісні відмінності, що утворюють безперервні ряди, в яких близькі члени ряду можуть відрізнятися один від одного скільки завгодно мало;
- Як зміни окремих ознак і властивостей (незалежна мінливість), так і взаємозв'язані зміни ряду ознак (корелятивна мінливість);
- Як зміни, що мають пристосовне значення (адаптивна мінливість), так і зміни «байдужі» або навіть знижуючі життєздатність їх носіїв (неадаптивна мінливість).

Усі ці типи спадкових змін складають матеріал еволюційного процесу (див. мікроеволюція).
В індивідуальному розвитку організму прояв спадкових ознак і властивостей завжди визначається не лише основними, відповідальними за ці ознаки і властивості генами, але і їх взаємодією з багатьма іншими генами, що становлять генотип особини, а також умовами зовнішнього середовища, в якому протікає розвиток організму.
Незаперечно важлива точність при передачі генетичної інформації у ряді поколінь, проте надмірна консервація генетичної інформації, поміщеної в окремих генетичних локусах, може бути шкідливою для організму і виду в цілому.
Стосунки, що еволюційно склалися, між точністю функціонування генетичних систем і частотою помилок, що виникають при відтворенні генетичної інформації окремих генетичних локусов, чітко збалансовані між собою, і вже встановлено, що у ряді випадків є регульованими. Запрограмовані й випадкові успадковані зміни генома, що називаються мутаціями, можуть супроводжуватися колосальними кількісними і якісними змінами в експресії генів.

## Приклади норми генетичних змін
- Одним із механізмів, що лежать в основі виникнення різноманітності антитіл, є запрограмовані зміни генів імуноглобулінів, які закріплюються в геномі лімфоцитів в результаті їх відбору в онтогенезі.
- Високий темп змін деяких генетичних локусів у паразитичних організмів, наприклад, у трипаносом, в результаті яких міняється структура антигенних детермінантів на поверхні їхніх клітин, потрібний для їх виживання, оскільки допомагає цим організмам уникнути нейтралізуючої дії імунної системи організму-хазяїна.
- Абсолютний консерватизм у передачі генетичної інформації по вертикалі зробив би неможливим філогенетичний розвиток організмів, їх еволюційні перетворення, що привели, кінець кінцем, до тієї різноманітності біологічних видів, яка сьогодні спостерігається в природі.